# Bloody Christmas
Bloody Christmas (en français Noël sanglant) est le nom donné aux sévices infligés à sept prisonniers par des policiers de Los Angeles, le 25 décembre 1951. L’enquête menée par le chef de la police de Los Angeles, William H. Parker, a permis la mise en accusation de huit policiers, tandis que 54 autres étaient mutés et 39 suspendus de leurs fonctions. 
L'écrivain James Ellroy s'est inspiré ces événements sous une forme fictionnelle dans son roman L.A. Confidential en 1990, qui a servi de base au film du même nom réalisé en 1997. 

## Déroulement des faits
La veille de Noël 1951, les agents Julius Trojanowski et Nelson Brownson répondirent à un appel indiquant que des mineurs buvaient de l'alcool, au bar Showboat, sur la promenade Riverside. À leur arrivée, ils trouvèrent sept hommes : Daniel Rodela, Elias Rodela, Jack Wilson, William Wilson, Raymond Marquez, Manuel Hernandez, et Eddie Nora. 
Même si ceux-ci prouvèrent qu'ils étaient légalement assez vieux pour boire de l'alcool, les policiers leur donnèrent l'ordre de partir. Les sept hommes refusèrent et les policiers utilisèrent la force. Cela aboutit à une bagarre générale au cours de laquelle Trojanowski et Browson écopèrent de blessures superficielles. 
Sept heures plus tard, le LAPD arrêtèrent tous les hommes à leur domicile. Six furent emmenés directement à la prison de la ville centrale de Los Angeles. Mais le septième, Daniel Rodela fut traîné par les cheveux dans une voiture de police et conduit au parc Elysian où il fut sauvagement battu par plusieurs policiers. Rodela subit de multiples fractures faciales; il eut besoin de deux transfusions sanguines en raison de l'étendue de ses blessures.
Le matin de Noël, un grand nombre d'officiers de police s'enivraient, en violation de la politique sur l'alcool du LAPD. Quand ils eurent vent d'une rumeur selon laquelle Trojanowski avait perdu un œil dans le combat, les officiers, ivres, décidèrent de venger leur camarade. Les six prisonniers furent extraits de leurs cellules et alignés. Pas moins de 50 policiers participèrent à un passage à tabac qui dura 95 minutes. Tous les prisonniers reçurent de graves blessures avec pour certains, des organes crevés et des os brisés. Au moins 100 personnes furent témoins des passages à tabac.

## Enquête interne
La haute direction du LAPD passa l'attaque sous silence, pendant près de trois mois. La couverture médiatique ignorait les passages à tabac, le jour de Noël et ne retranscrivit que la bataille de la veille. Cependant, lorsque la communauté mexicaine accusa le LAPD, de brutalités policières, d'autres rapports de violence affluèrent et les médias commencèrent à s'intéresser aux faits qui s'étaient déroulés le jour de Noël 1951. En Mars 1952, six des sept hommes furent accusés de troubles à l'ordre public. L'accusation soutint que la lutte commença quand les policiers demandèrent à Jack Wilson de quitter le bar en paix. 
De leurs côtés, les accusés affirmèrent que le combat avait commencé quand l'officier Trojanowski frappa Wilson à la tête. Le juge Joseph L. Appel les autorisa à décrire la façon dont ils avaient été battus après avoir été arrêté. Le jury détermina que les accusés étaient coupables troubles à l'ordre public. Cependant, après l'énoncé du verdict, le juge réprimanda la police pour sa brutalité, appelant à une enquête indépendante sur l'agression. Le chef Parker répliqua en affirmant que toute critique contre la police de Los Angeles, endommagait la capacité de la police à faire respecter la loi. 
Toutefois, les résultats de l'enquête interne forcèrent Parker à agir. Un rapport interne de 204 pages comprenant des entrevues avec plus de 400 témoins indiqua que de nombreux officiers de police avaient tenté d'entraver l'enquête en se parjurant ou par des témoignages vagues. Le rapport révéla également des témoignages contradictoires car plusieurs policiers avaient été témoins des passages à tabac mais ils ne voulaient pas accabler leurs collègues. Néanmoins, le rapport conclut qu'aucun des prisonniers ne fut victime de violence physique de manière certaine. 

## Inculpations
Les victimes rendirent compte de leurs passages à tabac alors que les témoignages des officiers étaient vagues et contradictoires. 
Huit agents furent mis en accusation pour voies de fait. Le Grand Jury publia également un rapport critiquant la gestion de la situation par la police de Los Angeles et rappela son rôle de protection du public.
Les huit officiers inculpés furent jugés entre Juillet et Novembre 1952. Cinq d'entre eux furent déclarés coupables, mais un seul reçut une peine de prison. 54 autres officiers furent transférés et 39, temporairement suspendus sans solde.